# Senebsen
Senebsen (snb⸗s-n⸗j, "que millori per tu") va ser una reina egípcia de la XIII dinastia. Era l'esposa del rei Neferhotep I.
Sabem de l'existència de Senebsen gràcie a una inscripció rupestre a l'illa de Sehel, on hi apareixen els membres de la família del rei (però no el mateix rei). S'esmenta també en un escarabat i en una genealoia gravada en el marc d'una porta de la tomba d'un funcionari anomena Reniseneb a El-Kab (tomba núm. 9), on també hi apareix la seva filla Neferhotep.
Noferhotep I i Senebsen van tenir almenys dos fills, Haankhef i Kemi.